# Signalspel

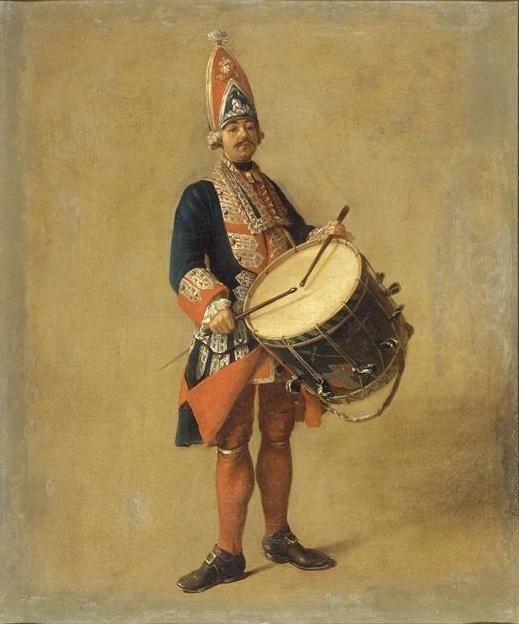
Fransk trumslagare från 1700-talet.

Signalspelet var de militärmusiker som framförde signalmusik för att beordra vissa rörelser i fält eller utförande av vissa förrättningar i förläggning. 
Traditionellt bestod signalspelet av trumslagare och pipare vid infanteriet och trumpetare vid kavalleriet. Moderna former av signalspelet är trumslagarkårer och trumpetarkårer.

## Spelet
Traditionellt bestod spelet vid det svenska infanteriet av en trumslagare och en pipare (tvärflöjtspelare) som tillhörde kompaniets stat, medan harmonimusiken, dvs. musikkåren tillhörde regementet. Senare tillkom hornblåsare, först vid fältjägarna. Vid kavalleriet utgjordes spelet av trumpetare. I England betecknade Music spelet, medan Band betecknade harmonimusiken. I Tyskland betecknade Spielleute spelet och Musikkorps harmonimusiken.

## Signalinstrument

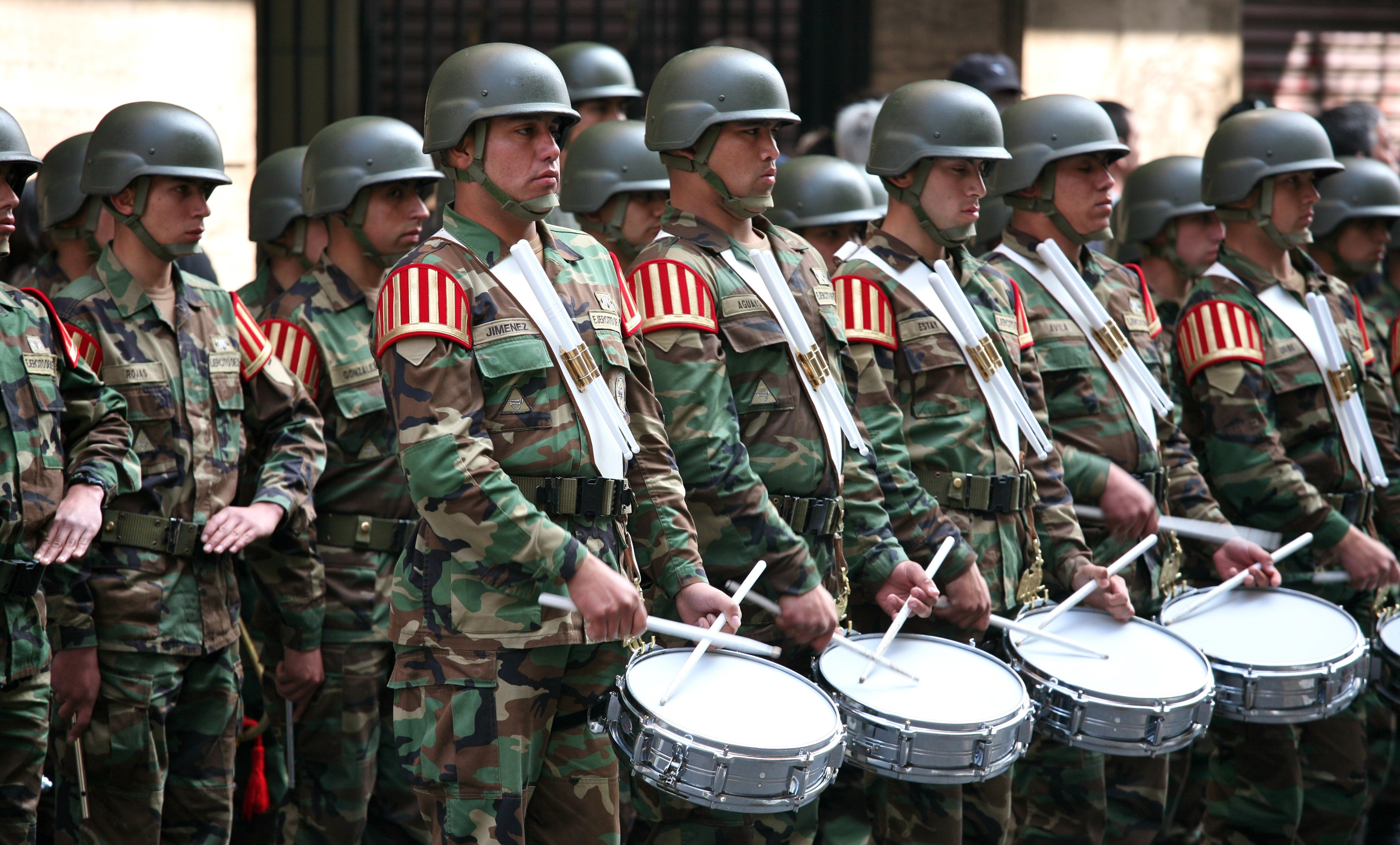
Moderna trumslagare från Chiles armé.

Signalmusik framförs på signalinstrument, bland de vanligaste är trumpet, jägarhorn, trummor och pukor. Signalmusik kan även framföras av en hel musikkår.

## Signalmusik
- Appell, signal för när en i förhand bestämd aktion skall genomföras.
- Arbetssignal, signal för när en arbetskommendering eller handräckningskontingent skall samlas.
- Degüello var en i Spanien och Latinamerika används signal, som betydde att inga fångar skulle tas och ingen nåd skulle ges till fienden.
- Förgaddring, samlingssignal för regemente eller kompani.
- Generalappell, samlingssignal för skingrade trupper.
- Larm, alarmsignal vid fientligt anfall.
- Revelj, signal för väckning.
- Tropp, signal för återsamling.
- Tapto, signal för återgång till förläggningen.
- Tystnad, signal för när det skall vara tyst och släckt i förläggningen.